# Fiskultura
Fiskultura  (russisch Физкультура; Kofferwort von Fisitscheskaja kultura russisch Физическая культура) oder im DDR-Sprachgebrauch Körperkultur ist die Bezeichnung der sich vom bürgerlichen Sport absetzenden Fitnesskultur des sowjetisch geprägten Sozialismus/Kommunismus. In Sowjetrussland wurden nach der Revolution 1917 zwei Strömungen im Arbeitersport von oben verbunden, der mehr ästhetisch orientierte Proletkult und die gesundheitlich/hygienisch orientierte, im kontemporären Deutschland Körperkultur genannt. 
Dies wurde schnell zur ersten Fitnessbewegung der sowjetischen Massengesellschaft entwickelt, es sollte mehr sein als Sport, sondern das Volk kultivieren.